# Brenne (affluent de la Cisse)
Pour les articles homonymes, voir Brenne.
La Brenne est une rivière française des deux départements d'Indre-et-Loire et de Loir-et-Cher dans la région Centre-Val de Loire, et un affluent droit de la Cisse donc un sous-affluent de la Loire.
La Brenne a fait l'objet de pollutions répétées depuis 1963, à Auzouer-en-Touraine sur un site classé Seveso 2, repérées et suivies, sanctionnées encore en 2014...

## Étymologie
Elle portait autrefois (sur des cartes des XVIIe et XVIIIe siècles) le nom de Bransle ou Branle.
Hydronyme préceltique berr = bouillonner et suffixe gaulois ona = source, cours d’eau.

## Géographie
Longue de 53,4 kilomètres,, la Brenne prend sa source à 127 mètres d'altitude près du lieu-dit le Moulin à Vent sur la commune de Pray.
Elle conflue dans la Cisse (rive droite) à Vernou-sur-Brenne, à 50 mètres d'altitude, à l'est de Vouvray.

### Communes et cantons traversés
Dans les deux départements d'Indre-et-Loire et de Loir-et-Cher, la Brenne traverse les quinze communes, dans quatre cantons, de l'amont vers aval, de Pray (source), Lancé, Saint-Amand-Longpré, Saint-Gourgon, Villechauve, Authon, Neuville-sur-Brenne, Le Boulay, Château-Renault, Villedômer, Auzouer-en-Touraine, Neuillé-le-Lierre, Reugny, Chançay, Vernou-sur-Brenne (confluence).
Soit en termes de cantons, la Brenne prend source sur le canton de Selommes, traverse les canton de Saint-Amand-Longpré, canton de Château-Renault, et conflue sur le canton de Vouvray, le tout dans les deux arrondissement de Vendôme et arrondissement de Tours.

### Toponymes
La Brenne a donné son hydronyme aux deux communes de Neuville-sur-Brenne et Vernou-sur-Brenne.

### Bassin versant
La Brenne traverse les quatre zones hydrographiques K485, K486, K487, K488 pour une superficie totale non précisée dans la fiche du SANDRE 2017, s'étendant sur les départements de Loir-et-Cher et d'Indre-et-Loire.
La superficie du bassin versant de la Brenne est de 463 km2 pour un périmètre de 135 km.

### Organisme gestionnaire
Le syndicat intercommunal de la Brenne et ses affluents est situé à Château-Renault

## Affluents
La Brenne a douze affluents référencés dont :
- la rivière le Madelon (rd[note 2]) 13,5 km avec six affluents ;
- le ruisseau d'Authon (rd) 5,6 km sur Authon et Prunay-Cassereau, avec un affluent :
  - le ruisseau de la Chauvelerie (rg) 3,4 km sur Authon et Prunay-Cassereau ;
- la Petite Rivière (rd) 4,7 km sur Crucheray et Lancé ;
- le ruisseau le Rondy (rd) 11,4 km sur Authon, Monthodon et Neuville-sur-Brenne, avec quelques affluents ;
- le ruisseau la Glaise (rd) 12,4 km sur cinq communes : Authon, Le Boulay, La Ferrière, Monthodon, et Saint-Laurent-en-Gâtines avec un bras ;
- la rivière le Gault (rg) 16,8 km sur quatre communes et quelques affluents ;
- le ruisseau la Quintaine (rg) 8 km sur Auzouer-en-Touraine et Neuillé-le-Lierre avec trois affluents dont :
  - le ruisseau de la Fouraudière (rg) 7,9 km sur Auzouer-en-Touraine et Morand ;
- le ruisseau de Madelon (rg) 5,9 km sur Auzouer-en-Touraine, Montreuil-en-Touraine et Neuillé-le-Lierre ;
- le ruisseau de Cousse (rd) 9 km sur Monnaie, Vernou-sur-Brenne et Chançay.

## Hydrologie

### La Brenne à Villedômer
La Brenne a une station hydrologique implantée à Villedômer (Bas Villaumauy Amont) code station : K4873120. Pour un bassin versant de 263 km2, à 80 mètres d'altitude, elle permet d'afficher un module 1,21 m3/s sur 47 ans.

### Étiage
Concernant l'étiage, ou les basses eaux, le VCN3 lorsqu'une quinquennale sèche s'établit à 0,230 m3/s

### Crues
Concernant les crues, le QIX 2 est de 24 m3/s, le QIX 5 de 38 m3/s, le QIX 10 de 48 m3/s, le QIX 20 de 57 m3/s, le QIX 50 de 69 m3/s.
De plus, le débit instantané maximal a été de 72,60 m3/s le 14 mars 2001 ce qui en fait un débit d'ordre centennal puisque encore non calculé vu la période d'observation de 47 ans, et le débit journalier maximal a été de 41,60 m3/s le 24 novembre 1984. La hauteur d'eau maximale instantanée a été de 2 080 mm le 24 novembre 1984, soit 2,08 m.

### Lame d'eau et débit spécifique
La lame d'eau sur le bassin versant s'établit à 146 mm/an et le débit spécifique ou QSP s'établit à 4,6 l/s/km2.

## Aménagements et écologie

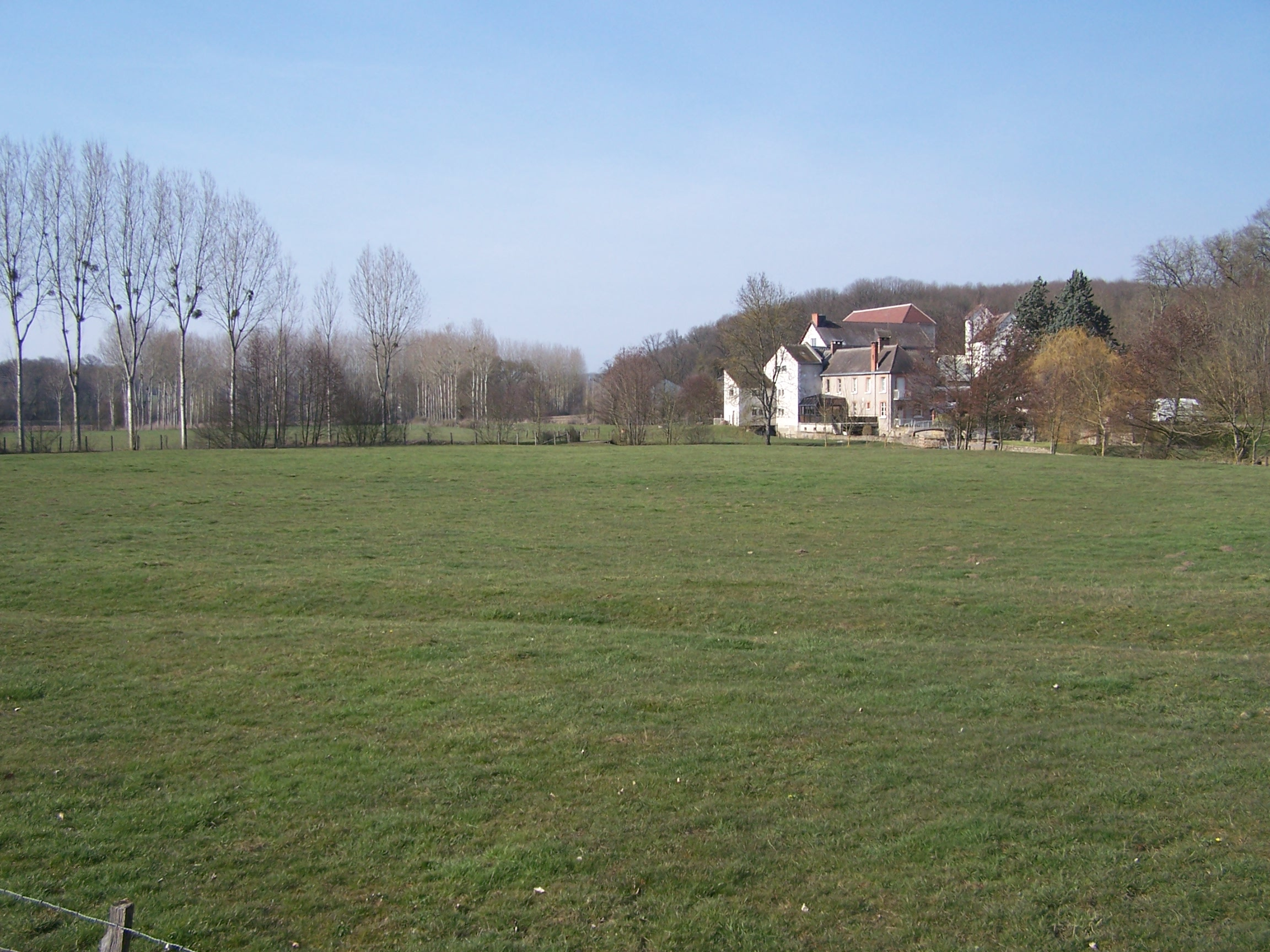
La vallée de la Brenne entre Villedômer et Auzouer-en-Touraine, et le moulin de Courquigny.

### État écologique et sanitaire
La Brenne a été gravement polluée à plusieurs reprises par une usine sise à Auzouer-en-Touraine (aux portes de Château-Renault) :
- en 1988 une explosion suivie de l'incendie de l'usine Protex (devenue par la suite Synthron) avaient provoqué une importante pollution de la Brenne et de la Cisse, et avaient privé la ville de Tours d'eau potable pendant plusieurs jours ; auparavant de 1963 à 1987, cinquante-six pollutions avaient été relevées sur le site[6].
- À plusieurs reprises, des avertissements pour non-conformité ont été signifiés par l'administration à cette entreprise (stockage de déchets dangereux sans précautions adaptées, sacs éventrés, sols recouverts de produits chimiques, etc.).
- En juillet 2004, le rejet d'eaux souillées par cette même usine (classée Seveso 2), a provoqué une pollution sur près de 5 km. Défendue par le cabinet Huglo-Lepage[7],[8], elle a été condamnée à 300 000 euros d'amende au pénal et au civil en juillet 2008[9]. Ce jugement du tribunal de grande instance de Tours du 24 juillet 2008 est historique en droit de l'environnement puisqu'il reconnait la possibilité de demander réparation du préjudice écologique pur, c'est-à-dire celui « causé directement à l’environnement », après la recevabilité de l’action civile des associations et indépendamment des préjudices économiques éventuels[10].
- Elle demeure sous étroite surveillance des services de l'État en raison de sa situation[11].
- Suspectant une pollution des nappes, le préfet interdit l'utilisation de l'eau de nappe autour de l'entreprise[12], diligente une perquisition hors normes[13], bloque le fonctionnement d'ateliers jugé dangereux[14].
- Décembre 2009 : à la suite de l'ouverture d'une information judiciaire, une soixantaine de gendarmes, inspecteurs du travail, de la Drire, de la Cram, de l'office de lutte contre les atteintes à l'environnement, investissent le site Synthron d'Auzouer pour une importante perquisition de plusieurs jours. Puis devant la gravité des faits le tribunal de Tours s'est dessaisi du dossier au profit du Pôle santé publique du Tribunal de Paris[15].
- Mars 2011, la justice reprend la main et met en examen comme personne morale la société Synthron et aussi son PDG Robert Moor pour manquements à la sécurité dans l'usine d'Auzouer-en-Touraine (« mise en danger délibérée » d'autrui, « poursuite d'exploitation non conforme », « exploitation d'une installation classée non conforme à l'autorisation » et « non-déclaration d'incident », selon le parquet de Paris). Première fois que M. Moor était poursuivi à titre personnel. Par ailleurs, une information judiciaire a été simultanément ouverte au Tribunal de grande instance de Paris, pour « mise en danger de la vie d'autrui », « exploitation non conforme », « non déclaration d'accident ou d'incident dans une installation classée »)[16].
- Septembre 2014 : Robert Moor, le P-DG du groupe Protex, dont fait partie l’usine Synthron d’Auzouer-en-Touraine, est condamné à six mois avec sursis par la 31e chambre correctionnelle du tribunal de grande instance de Paris. Robert Moor a été condamné à six mois de prison avec sursis, 30 000 € d'amende pour les délits et 10 500 € pour les contraventions. La société Synthron écope de 250 000 € d'amende pour les délits et 52 500 € pour les contraventions[15].
- Octobre 2014 : Interrogé, Robert Moor, 84 ans, répond qu'il ne voit pas pourquoi sa condamnation l'empêcherait de continuer[17]...

La succession d'accidents survenus dans l'usine Synthron du groupe Protex est répertoriée dans la base officielle du ministère chargé des risques technnologiques (base ARIA), notamment :
- Février 2003 : pollution de la rivière à la suite d'une mauvaise manipulation
- Décembre 2003 : explosion suivie d'un incendie se produit dans le laboratoire situé dans un bâtiment de 4 étages
- Janvier 2004 : pollution de la rivière après inondation partielle du site
- Juillet 2004 : pollution grave de la rivière (sept fois le seuil autorisé en phénols)